# رصدخانه ابن صلاح همدانی
رصدخانه ابن صلاح همدانی یا مرکز اخترشناسی ابن صلاح همدانی بر فراز تپهٔ حاج عنایت در شمال شرقی همدان قرار دارد. این رصدخانه توسط شهرداری همدان در سال ۱۳۸۲ شمسی راه‌اندازی و توسط معاونت فرهنگی و اجتماعی شهرداری همدان اداره می‌شود. در آرشیو شهرداری بنای مذکور در حدود ۶۸۶ مترمربع زیر بنا دارد که با در نظر گرفتن سایر قسمت‌های جانبی تا ۸۰۰ مترمربع می‌رسد. سینه‌کشی‌های تپه به‌طور کامل خیابان‌کشی و جدول‌بندی است و از فضای سبزی چند هکتاری به نام بوستان تپه حاج عنایت پوشیده شده‌است. مرکز در حال حاضر مجهز به دو گنبد آسمان‌نما با تجهیزات کامل الکترونیکی پیشرفته است. گنبدها با قطر بیرونی ۶ متر و قطر داخلی ۴ و نیم متر دارای دو تلسکوپ ثابت و گردان است.